# Nikki M. James
Nikki Michelle James (Summit, 3 giugno 1981) è un'attrice e cantante statunitense, nota soprattutto per il suo lavoro nel teatro musicale di Broadway.

## Biografia
Nikki è di discendenza haitiana e dell'isola di Saint Vincent e si è diplomata alla Livingston High School, nel New Jersey. Comincia a recitare e cantare da bambina, nella chiesa che frequenta. È stata anche candidata al Rising Star Award per la sua performance nel ruolo di Dolly Levin in Hello, Dolly! alla Paper Mill Playhouse.  Ha completato i suoi studi alla Tisch School of the Arts della New York University.
Debutta a Broadway nel 2001 con il flop The Adventures of Tom Sawyer, a cui segue la sua interpretazione di Ottilie nella produzione newyorkese di House of Flowers. In seguito è Adela nell'adattamento musicale ad opera di Michael John LaChiusa di La casa di Bernarda Alba, in scena nell'Off-Broadway. Torna a Broadway nel 2005 con All Shook Up. 
Interpreta Dorothy Gale nella produzione della La Jolla Playhouse di The Wiz e poi recita allo Stratford Festival in Romeo e Giulietta e Cesare e Cleopatra con Christopher Plummer. Nel 2011 ritorna a Broadway con The Book of Mormon e vince il Tony Award alla miglior attrice non protagonista in un musical per la sua performance nel ruolo di Nabulungi. Nel 2014 è Éponine nel nuovo revival di Broadway di Les Misérables all'Imperial Theatre.
Il 6 ottobre 2023 viene annunciato che è stata scelta per interpretare Kirsten McDuffie nella serie TV MCU Daredevil - Rinascita. Nel 2024 torna a Broadway per la prima volta in dieci anni per interpretare Ida B. Wells nel musical Suffs, ottenendo una seconda candidatura al Tony Award alla miglior attrice non protagonista in un musical.

## Filmografia

### Cinema
- Pizza, regia di Mark Christopher (2005)
- Caesar and Cleopatra, regia di Des McAnuff (2009)
- All Is Bright, regia di Phil Morrison (2013)
- La scomparsa di Eleanor Rigby (The Disappearance of Eleanor Rigby), regia di Ned Benson (2013)
- Lucky Stiff, regia di Christopher Ashley (2014)
- Here After - Anime gemelle (Faraway Eyes), regia di Harry Greenberger (2020)
- Spoiler Alert, regia di Michael Showalter (2022)

### Televisione
- Squadra emergenza (Third Watch) – serie TV, 2 episodi (2001)
- Law & Order: Criminal Intent – serie TV, 2 episodi (2003, 2009)
- The Jury – serie TV, 1 episodio (2004)
- 30 Rock – serie TV, episodio 5x06 (2010)
- Law & Order - Unità vittime speciali (Law & Order: Special Victims Unit) – serie TV, 2 episodi (2012, 2015)
- The Good Wife – serie TV, 6 episodi (2015-2016)
- For Real, regia di Jeremy Merrifield – film TV (2015)
- The Blacklist – serie TV, episodio 3x16 (2015)
- BrainDead - Alieni a Washington (BrainDead) – serie TV, 12 episodi (2016)
- Bull – serie TV, episodio 2x17 (2018)
- Instinct – serie TV, episodio 1x11 (2018)
- Escape at Dannemora – miniserie TV, parte 5 (2018)
- The Good Fight – serie TV, 3 episodi (2018)
- NCIS: New Orleans – serie TV, episodio 5x19 (2019)
- Proven Innocent – serie TV, 13 episodi (2019)
- The Great Work Begins. Scenes from Angels in America, regia di Ellie Heyman – film TV (2020)
- Broadway Whodunit: All Hallows' Eve, regia di Andrew Barth Feldman – video (2020)
- Modern Love – serie TV, episodio 2x07 (2021)
- Scissione – serie TV, 4 episodi (2022)
- Daredevil - Rinascita (Daredevil: Born Again) – serie TV (2025)

### Doppiatrice
- Benvenuti al Wayne (Welcome to the Wayne) – serie animata TV, 10 episodi (2017-2019)

## Teatro

### Attrice
- The Adventures of Tom Sawyer, regia di Scott Ellis (2001)
- House of Flowers (2003)
- All Shook Up, regia di Christopher Ashley (2004)
- Bernarda Alba, regia di Jennifer Rae Moore (2006)
- The Wiz, regia di Des McAnuff (2006)
- Walmartopia, regia di Daniel Goldstein (2007)
- Romeo e Giulietta, di William Shakespeare, regia di Des McAnuff, Stratford Festival (2008)
- Cesare e Cleopatra, di William Shakespeare, regia di Des McAnuff, Stratford Festival (2008)
- The Book of Mormon, regia di Trey Parker e Casey Nicholaw (2011)
- Fetch Clay, Make Man, regia di Des McAnuff (2013)
- Les Misérables, regia di Laurence Connor e James Powell (2014)
- Preludes, regia di Rachel Chavkin (2015)
- La dodicesima notte, musical, regia di Kwame Kwei-Armah (2016)
- Giulio Cesare, di William Shakespeare, regia di Oskar Eustis (2017)
- A Bright Room Called Day, di Tony Kushner, regia di Oskar Eustis (2019)
- Suffs, di Shaina Taubb, regia di Leigh Silverman (2024)

### Aiuto regista
- Once on This Island, regia di Michael Arden (2019)

## Doppiatrici italiane
Nelle versioni in lingua italiana dei suoi lavori, Nikki M. James è stata doppiata da:
- Perla Liberatori in Scissione, Daredevil: Rinascita
- Alessandra Bellini in BrainDead - Alieni a Washington
- Laura Lenghi in NCIS: New Orleans[5]
- Alessandra Cassioli in Proven Innocent
- Eleonora Reti in Spoiler Alert